# Wallis-Alperne
Wallis-Alperne (tysk:Walliser Alpen; italiensk: Alpi pennine; fransk: Alpes-Graies-et-Pennines) er en alpekæde i Schweiz og Italien. De højeste bjerge i begge disse lande ligger her. Wallis-Alperne ligger mellem Rhône-dalen i Schweiz, kantonen Wallis og Valle d'Aosta i Italien.